# Manicapsocidae
Manicapsocidae  es una pequeña familia de insectos del orden Psocodea.

## Taxonomía
Esta familia incluye cuatro géneros :
- Manicapsocus Smithers, 1966
- Epitroctes Mockford, 1967
- Nothoentomum Badonnel, 1967
- Phallopsocus Badonnel, 1967